# Pčegatlukaj
Pčegatlukaj (in lingua russa Пчегатлукай) è un centro abitato dell'Adighezia, situato nel Teučežskij rajon. La popolazione era di 845 abitanti al dicembre 2018. Ci sono 21 strade.